# Johannes Versmann

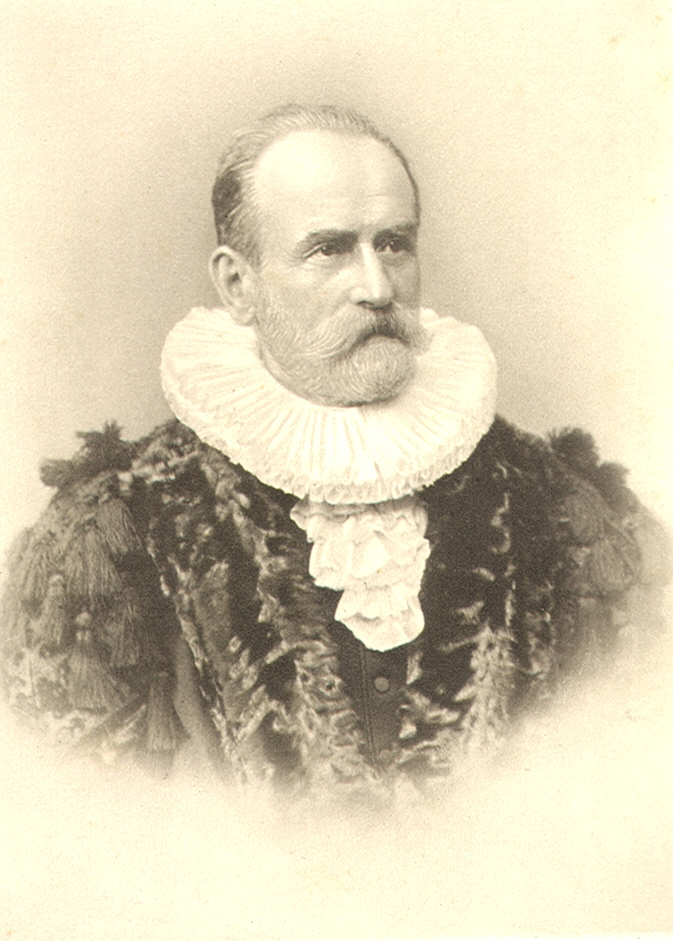
Johannes Versmann im damaligen Bürgermeisterornat

Johannes Georg Andreas Versmann (* 7. Dezember 1820 in Hamburg-Sankt Pauli; † 28. Juli 1899 in Hamburg) war ein Hamburger Rechtsanwalt und Erster Bürgermeister. Er war der bedeutendste Hamburger Politiker des letzten Drittels des 19. Jahrhunderts, verantwortlich vor allem für den erfolgreichen Zollanschluss Hamburgs 1888.

## Jugend
Der Vater von Johannes Versmann  Johann Ernst Versmann (* 1772 in Hannover; † 1854 in Hamburg-Sankt Pauli) war Apotheker, die Familie stammt ursprünglich aus der Umgebung von Uelzen. Er hatte sich, nach ausgiebiger Lehrzeit in Norddeutschland, in der Vorstadt Hamburger Berg niedergelassen. 1816 erlangte er das Hamburger Bürgerrecht, im selben Jahr gründete er auch die Einhorn Apotheke. Er heiratete Elisabeth Magdalena geb. Ricardi (* 1799; † 1833), aus dieser Ehe gingen sieben Söhne hervor, von denen Johannes der Mittlere war. Sein Bruder war Ernst August Otto Versmann.
Versmann verlebte seine Schulzeit auf der Knabenschule Sankt Pauli, von Ostern 1831 bis Ostern 1839 auf dem Christianeum in Altona und anschließend bis Ostern 1840 besuchte Versmann erfolgreich das Akademische Gymnasium im Johanneum. In den letzten Jahren am Christianeum war Versmann Mitglied des wissenschaftlichen Vereines der Selekta des Christianeums, dort entstand auch die lebenslange Freundschaft zu Theodor Mommsen.
Während seiner Zeit am Akademischen Gymnasium besuchte Versmann auch Vorlesungen der Hamburger Anatomie, um sich auf sein im Ostern 1840 beginnendes Studium der Naturwissenschaften und der Medizin in Jena vorzubereiten. In Jena war Versmann seit 1840 Mitglied der Burschenschaft auf dem Fürstenkeller (der heutigen Jenaischen Burschenschaft Germania). Da Medizin ihm nicht zusagte, wechselte er 1842 nach Göttingen und begann dort Rechtswissenschaften zu studieren. Dies wurde möglich dank eines Stipendiums des Uelzener Johannislehns, einer Uelzener Familien-Stiftung. Die nächste Station war ab Ostern 1843 Heidelberg, dort schloss er 1844 sein Studium erfolgreich ab. 1843 wurde er Mitglied der Burschenschaft Walhalla Heidelberg. 1844 erlangte Versmann das Hamburger Bürgerrecht und ließ sich als Anwalt in Hamburg-Sankt Pauli nieder. Im folgenden Jahr begann seine Zusammenarbeit mit Carl Friedrich Petersen, den er zeitweise vertrat. Carl Friedrich Petersen, 1855 in den Hamburger Senat gewählt, sollte später sein Freund und Rivale im Senat sein.

## Erstes Engagement
Versmann war während seines Studiums mit Ideen des Liberalismus in Berührung gekommen und blieb diesen sein restliches Leben weitgehend treu. Zuerst engagierte sich Versmann lokal. So wurde er 1845 Mitglied des Bürgervereins Sankt Pauli, 1846 Mitglied der Gesellschaft Hamburger Juristen. Als 1848 im Rahmen der Märzrevolution militärischen Auseinandersetzungen mit Dänemark, dem Schleswig-Holsteinischen Krieg einsetzten, meldete Versmann sich aus nationaler Begeisterung freiwillig. Am 25. Mai rückte Versmann mit den Freiwilligen aus Hamburg aus. Am 9. April nahm er an den Gefechten in Bau teil, bei dem ein jüngerer Bruder von ihm fiel und er von den Dänen gefangen genommen wurde. Im September 1848 kam er wieder frei und kehrte nach Hamburg zurück. Im selben Jahr ließ sich Versmann für die Liberalen in die "Hamburger Konstituante", einem Vorläufer der frei gewählten Bürgerschaft wählen und wurde dort zeitweise ihr Präsident. Zum Ende des Jahres bekamen die konservativ beharrenden Kräfte die Oberhand, zudem wurden preußische Truppen in Hamburg stationiert, so dass am 14. Juni 1850 die Konstituante wieder aufgelöst wurde.
Versmann enthielt sich daraufhin in den folgenden Jahren öffentlicher politischer Tätigkeit, dafür widmete er sich umso erfolgreicher seiner Anwaltspraxis. Ab 1851 war er Mitglied des Handelsgerichtes, von 1859 bis 1861 wirkte er als dessen Präsident. Am 14. Mai 1853 heiratete er Thekla Stammann (* 1833 in Hamburg; † 1895 ebenda) eine Tochter von Franz Georg Stammann, drei Kinder gingen aus dieser Ehe hervor.

## Leitende Staatsämter

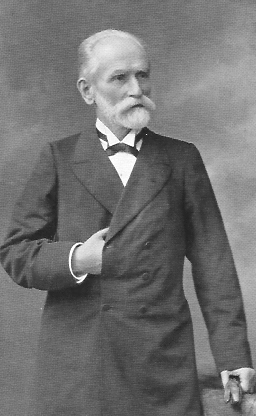
Johannes Versmann

Bei der ersten Wahl zur Bürgerschaft im November 1859 erlangte Versmann ein Mandat, auf der konstituierenden Sitzung am 6. Dezember 1859 wurde er zu ihrem ersten Präsidenten gewählt. Dieses Amt übte er bis Dezember 1861 aus. Da er immer sehr maßvoll verhandelt hatte, dank seiner Anwaltstätigkeit einen guten Ruf besaß, wurde er am 16. Dezember 1861 in den Hamburger Senat gewählt. Zuerst wirkte Versmann in der Oberschulbehörde für die Erweiterung der Gewerbeschulen. Später widmete er sich erfolgreich Steuerfragen. 1887 wurde Versmann erstmals zum Zweiten Bürgermeister gewählt, da Bürgermeister Gustav Heinrich Kirchenpauer im Amt verstarb, wurde er im selben Jahre auch Erster Bürgermeister. Im folgenden Jahr 1888 blieb er Erster Bürgermeister. 1890/91 1893/94 1896/97 ist er jeweils Zweiter und Erster Bürgermeister, 1899 verstarb er während seiner Amtszeit als Zweiter Bürgermeister.

## Zollanschluss 1888
1888 wurden Hamburg und Altona ins Zollgebiet des Deutschen Reiches aufgenommen, unter Schaffung eines separaten Freihafengeländes, dies war insbesondere das Verdienst von Versmann.
Versmann war ab 1865 mit Zollfragen befasst, insbesondere verhandelte er 1867 in Zollvereinsfragen. Damals konnten Hamburg und Altona außen vor bleiben. Nach Gründung des Deutschen Reiches 1871 wurde die Frage wieder akut, vor allem Preußen drängte auf eine Neuregelung. Als sich die Spannungen 1879 in Zollfragen zuspitzten und Gustav Heinrich Kirchenpauer deswegen von seinem Amt als Vertreter beim Bundesrat zurückgetreten war, übernahm Versmann diesen Posten. Er begann zähe Verhandlungen mit Reichskanzler Otto von Bismarck. Mit großem Fingerspitzengefühl und inoffiziellen Verhandlungen auf beiden Seiten gelang Versmann, mit Sinn für das Machbare, der schwierige Kompromiss. 1881 wurde der Vertrag zum Zollanschluss unterzeichnet. Bald darauf wurde die (als Zollausland fortgeltende) Speicherstadt errichtet, und am 15. Oktober 1888 wurde der Zollanschluss vollzogen.

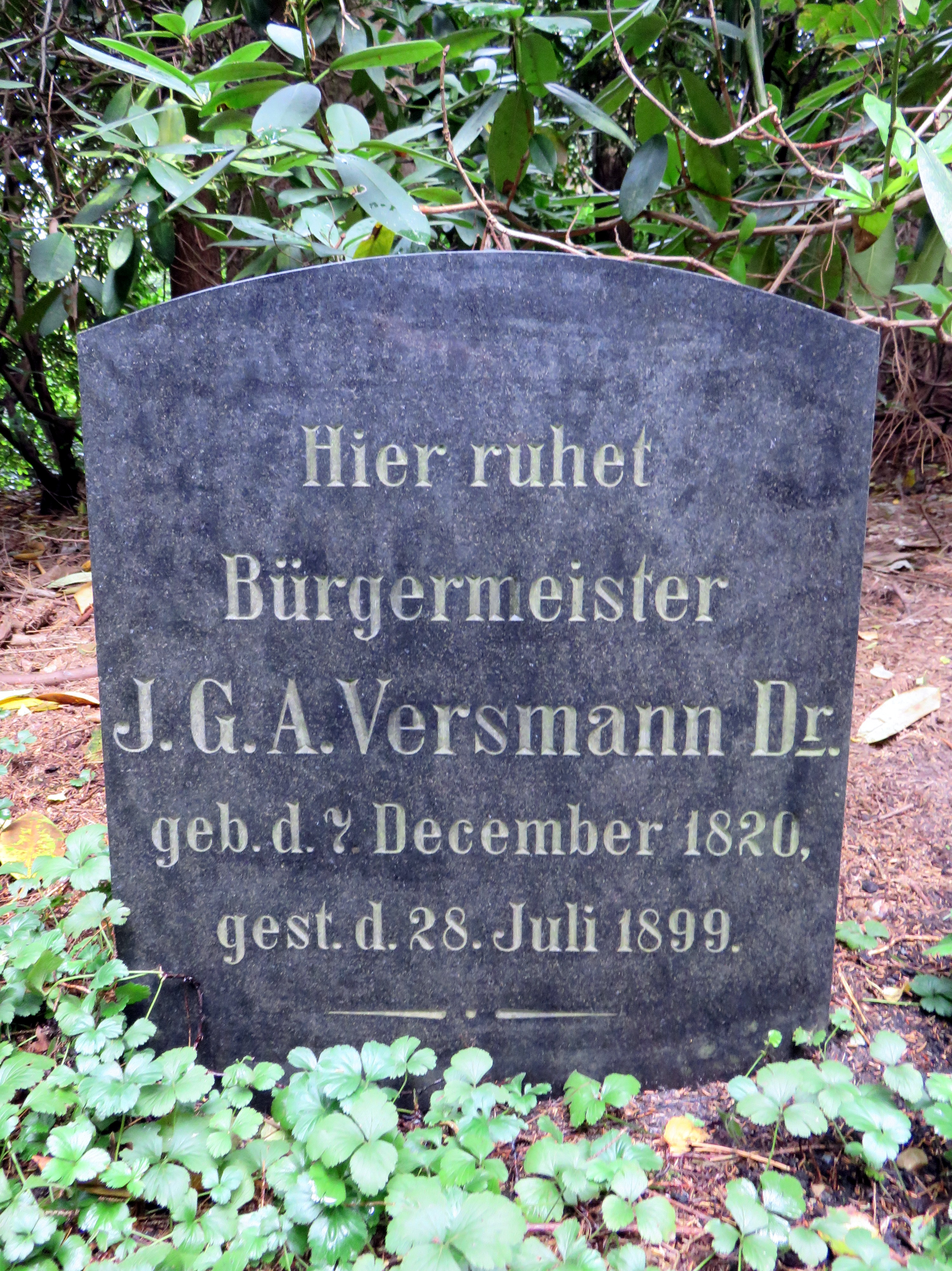
Grabstein Johannes Versmann in Familien-
grabanlage Versmann, Friedhof Ohlsdorf

## Choleraepidemie 1892
Im Sommer 1892 war es in Hamburg ungewöhnlich warm, am 3. August vertraute Versmann seinem Tagebuch an, dass er besorgt über die Möglichkeit eines Ausbruchs der Cholera sei. Am 14. August wurde der erste kranke Arbeiter ins Krankenhaus eingeliefert. Am 20. August war die Choleraepidemie schon weit verbreitet. Dennoch reagierte der Senat kaum. Der Erste Bürgermeister Carl Friedrich Petersen lag schon seit Wochen krank darnieder, der Zweite Bürgermeister Johann Georg Mönckeberg verfügte nicht über die nötigen Kompetenzen, und der für das Arztwesen zuständige Senator Gerhard Hachmann war der Situation nicht gewachsen. Als auch nach einem Besuch von Professor Robert Koch sich die Handlungsfähigkeit des Senats nicht besserte und ein Eingreifen des Bundes drohte, übernahm Versmann in Zusammenarbeit mit Mönckeberg die Führung. Seine rechte Hand, Syndicus Hugo Amandus Roeloffs, übernahm auf Versmanns Veranlassung, gegen Hachmanns Willen die Macht im Gesundheitsbereich des Hamburger Staats. Offiziell stellte sich Roeloffs am 28. August Hachmann zur Verfügung. Versmann ließ die Maßnahmen, die in Altona erfolgreich ergriffen wurden – dort gab es trotz der Nähe zu Hamburg fast keinen Ausbruch der Cholera – auch in Hamburg anwenden. So gelang es ihm, ein Eingreifen des Bundes in Hamburg zu verhindern. Ohne seinen Einsatz wären vermutlich mehr Tote zu beklagen gewesen. In den folgenden Jahren wurden die administrativen und hygienischen Probleme, die durch die Cholera aufgedeckt wurden, von Versmann mit angegangen.
Zu seinen engen und von ihm geprägten Mitarbeitern zählen Roeloffs, Johann Georg Mönckeberg, Johann Heinrich Burchard und Arnold Diestel.